# David Eggby
David Eggby est un directeur de la photographie, acteur, réalisateur britannique

## Filmographie
- 1979: Mad Max
- 1989 Warlock